# Pensament crític
El pensament crític és un tipus de pensament que es proposa analitzar o avaluar l'estructura i consistència dels raonaments, particularment opinions o afirmacions que la gent accepta com a veritables en el context de la vida quotidiana. Tal avaluació pot basar-se en l'observació, en l'experiència, en el raonament o en el mètode científic. El pensament crític es basa en valors intel·lectuals que tracten d'anar més enllà de les impressions i opinions particulars, per la qual cosa requereix claredat, exactitud, precisió, evidència i equitat. Té per tant una vessant analítica i una altra avaluadora. Encara que utilitza la lògica, intenta superar l'aspecte formal d'aquesta per poder entendre i avaluar els arguments en el seu context i dotar d'eines intel·lectuals per distingir el raonable d'allò no raonable, el vertader del fals.
El pensament crític es troba molt lligat a l'escepticisme i l'estudi i detecció de les fal·làcies.
Hi ha moltes definicions de pensament crític o raonament crític. Des d'un punt de vista pràctic, pot ser definit de la manera següent:
El pensament crític és un procés mitjançant el qual es fa servir el coneixement i la intel·ligència per arribar, de forma efectiva, a la posició més raonable i justificada sobre un tema, i en la qual es procura identificar i superar les nombroses barreres o obstacles que els prejudicis o biaixos introdueixen.
No tothom valora la necessitat d'un raonament crític. Amb freqüència, ser metòdicament objectiu és vist com quelcom fred, estèril i avorrit sobretot per als que segueixen polítiques de l'estil "Tingueu fe i deixeu que els vostres sentiments us guiïn a la veritat" o  "No deixis que els fets o detalls interrompin el camí cap a una història interessant". Això és així perquè avui en dia molts sobreviuen justament de la manipulació i de la crida a les necessitats primàries de l'ésser humà. Tanmateix, quan la veritat és requerida no es pot caure en les fal·làcies o en allò que ens agradaria creure per protegir perquè la veritat d'aquell que agrada del raonament crític és preferible a una mentida feliç.
La intel·ligència i el coneixement que es posseeixin no impliquen forçosament que es pugui tenir un raonament o pensament crític. Fins al major dels genis pot tenir les més irracionals creences o les més esbojarrades opinions. La teoria sobre el pensament crític, tracta sobre com s'hauria d'utilitzar la intel·ligència i el coneixement per assolir punts de vista més racionals i objectius amb les dades que es posseeixen. Opinions i creences basades en un raonament crític poden estar millor cimentada comparades amb aquelles formulades a través de processos menys racionals. Al mateix temps, els bons pensadors crítics estan normalment millor equipats per prendre decisions i resoldre problemes comparats amb aquells que no tenen aquesta habilitat apresa.
Bàsicament els processos cognitius sintetitzen les percepcions de la realitat, i això sempre en el context de les nostres necessitats emocionals bàsiques sobre qualsevol cosa a la vida. El raonament crític és només un dels subprocessos que els processos cognitius que les persones poden o no poden utilitzar per assolir les seves conclusions.
El raonament crític també és més que pensar lògicament o analíticament. També es tracta de pensar de forma més racional i objectiva. Existeix una important diferència. Lògica i anàlisi són essencialment conceptes filosòfics i matemàtics respectivament, mentre que el pensar racionalment i objectivament són conceptes més amplis que abracen els camps de la psicologia i la sociologia que tracten d'explicar els complexos efectes dels altres sobre els nostres propis processos mentals.
En teoria per poder ser un bon pensador crític s'haurien de seguir i desenvolupar els següents cinc passos, que es desenvoluparan:

## Pas 1: Adoptar l'actitud d'un pensador crític
El primer pas per arribar a ser un hàbil i destre pensador crític és desenvolupar una actitud que permeti l'entrada de més informació i permeti aturar-se a pensar. Aquestes actituds assenyalen les característiques següents:
| Característiques           |
| 1) Ment oberta             |
| 2) Escepticisme sa         |
| 3) Humilitat intel·lectual |
| 4) Llibertat de pensament  |
| 5) Una alta motivació      |

Les dues primeres característiques poden semblar contradictòries, però no ho són. El pensador crític ha de voler investigar punts de vista diferents per si mateix, però al mateix temps reconèixer quan dubtar dels mèrits de les seves pròpies investigacions. No hauria de ser ni dogmàtic, doctrinal o ortodox ni ingenu o crèdul. Es tracta d'examinar el major nombre d'idees i punts de vista diferents; donar-li l'oportunitat de ser escoltades fins al fons i després raonar quins són els punts bons i dolents de cadascun dels costats. Acceptar el fet que puguem estar equivocats un cop els arguments estiguin sobre la taula i mantenir l'objectiu final d'aconseguir la veritat o el més proper a aquesta que la informació que hem deixat entrar o se'ns ha presentat ens permet.
Massa escepticisme, o també pseudoescepticisme, conduirà a la paranoia i a idees de conspiració; ens durà a dubtar de tot i al final no aconseguir res, mentre que creure tot sense un judici o mitjançant el prejudici o biaix cognitiu bàsic del nostre cervell ens portarà a ser un públic voluble.
Tenir humilitat intel·lectual significa poder ser capaç de donar una oportunitat a les opinions i noves proves o arguments fins i tot si aquestes proves o indagacions ens porten a descobrir defectes en les nostres pròpies creences.
El pensador crític ha de poder ser independent i ser un lliurepensador. És a dir, no dependre o tenir por a indagar sobre alguna cosa que pugui perjudicar-lo en excés. Les pressions socials a l'estandardització i al conformisme poden arribar a fer caure en la comoditat o en el mateix desig de creure o pertinença al grup. Això pot ser molt difícil o gairebé impossible per a alguns. Un ha de preguntar-se si la por a represàlies al què diran motiva les nostres pròpies opinions o creences i si és així tenir la força per almenys temporalment emmudir fins que es tingui la llibertat de fer-ne una objectiva i detallada avaluació.
Finalment, s'ha de tenir una natural curiositat i motivació per avançar en el mateix coneixement sobre una matèria. L'única manera d'evitar tenir un coneixement bàsic sobre alguna cosa és estudiar fins a assolir el suficient nivell d'entesa necessari abans de realitzar qualsevol judici.

## Pas 2: Reconèixer i evitar les barreres i biaixos cognitius principals
Cada dia de les nostres vides s'està exposat a variables que bloquegen la nostra habilitat a pensar amb claredat, precisió i equitat. Algunes d'aquestes barreres sorgeixen de les limitacions humanes naturals i inintencionades, mentre altres estan clarament calculades i manipulades. Algunes són òbvies però la majoria d'aquestes són subtils i capcioses. Tanmateix, si després d'estar armat amb l'actitud apropiada del Pas 1 el pensador crític hauria ara d'entendre com reconèixer i evitar (almenys mitigar) la màscara d'engany que es té en la vida diària. Aquestes barreres poden ser dividides en quatre categories:
1. Limitacions humanes bàsiques
2. Ús del llenguatge
3. Falta de lògica i percepció
4. Trampes i esculls psicològics i socials

Cadascuna de les taules mostra:
1. Una llista de les barreres o obstacles a l'enteniment aplicables a la categoria, s'aplica a cadascun, inclòs els més hàbils pensadors crítics. Aquestes limitacions recorden que no és perfecte i que l'enteniment que es té dels fets, percepcions, memòria, biaixos impossibilita l'enteniment del món amb total objectivitat i claredat. El millor que podem fer és adquirir un adequat i suficient coneixement del tema.
2. Una concisa definició de l'obstacle, és molt important per al pensament crític. La correcta elecció de les paraules poden portar a la veritat, o la veritat a mitges, al desconcert, a la confusió o al propi engany. Des de cartells publicitaris que garanteixen la pèrdua de pes a polítics assegurant la prosperitat per a tots, un pensador crític ha d'aprendre a reconèixer quan les paraules no estan encaminades a comunicar idees o sentiments sinó més aviat a controlar el que pensem, sentim, la nostra intenció o elecció i, per tant, el nostre comportament.
3. Un exemple il·lustratiu
4. suggeriments per evitar o superar els obstacles a l'enteniment

## Pas 3: Identificar i caracteritzar arguments
Al centre de tot pensador crític resideix l'habilitat de reconèixer, construir i avaluar arguments. La paraula argument pot ser desorientadora per a alguns. No significa polemitzar, renyir o discrepar, fins i tot encara que la paraula sigui usada amb freqüència informalment en aquest context. En el context del pensador crític, un argument significa presentar una raó que suporti, recolzi o doni suport a una conclusió, és a dir:
Exemple d'un argument:
| No creguis amb en Pere | perquè    | ell és un polític        |
| Conclusió              | Indicador | Raó                      |
|                        |           |                          |
| Ell és perillós        | ja que    | ve d'un país problemàtic |
| Conclusió              | Indicador | Raó                      |

Ha d'haver-hi una o més raons i una o més conclusions a cada argument. Depenent de l'ús i el context, dir raó és sinònim de dir: premissa, evidència, dades, proposicions, proves i verificacions. I també depenent del seu ús i el context dir conclusions és també dir, accions, veredictes, afirmacions, sentències i opinions.
Un pensador crític ha d'aprendre a prendre i rescatar els arguments de la comunicació verbal o escrita. Algunes vegades els arguments portaran indicadors com ja que, perquè, a causa de, per, per aquesta raó, com és indicat per, per separar la conclusió de les raons.
En altres casos, els arguments tindran indicadors com per tant, per això, d'aquesta manera, així, per tant per separar la raó de les conclusions. En altres no hi haurà indicador i el context indicarà si la frase porta la intenció de raó o conclusió o cap d'elles.
En general hi ha tres tipus d'indicadors:
1. Indicadors de posició: Són els indicadors que assenyalen quina és la posició o idea principal a defensar o argumentar. Alguns d'aquests indicadors són: per tant, així, d'aquesta manera, conseqüentment, amb això es mostra, això implica. Per exemple, Només entrar parelles de persones, per tant hi ha d'haver un nombre parell de persones.
2. Indicadors de raó: Són els indicadors que assenyalen quina és la raó o justificació que dona suport a la posició o altres raons anteriors. Perquè, ja que, ja que, a causa d', com es pot veure de, a causa de, ja que .
3. Indicadors d'objecció: Són els indicadors que assenyalen una oposició o pensament en contra d'una posició, una raó o una anterior objecció en cas d'oposar-se a una anterior objecció de denomina refutació o impugnació. Però, encara que, malgrat que, són d'aquest tipus.

Es pot veure un exemple més elaborat:
- Rosa va ser l'oficial de seguretat que estava en servei quan els diamants van ser robats. Moltes persones consideren que ella és digne de confiança, perquè ha treballat en el lloc durant més de deu anys sense problemes. Tanmateix, Rosa va poder haver estat temptada a robar els diamants, ja que ella ha estat tenint aquests darrers mesos dificultats, perquè ella juga al Poquer en línia cada nit. Maria Rosa diu que no ho va fer, però és la millor amiga de Rosa. La caixa forta no estava forçada, per tant el lladre va haver d'haver d'usar la clau adequada. Conseqüentment Rosa va robar els diamants, ja que només ella tenia accés a les claus.

En lògica, es designa com inducció a un tipus de raonament que va d'allò particular a allò general (concepció clàssica) o bé a un tipus de raonament on s'obtenen conclusions tan sols probables (concepció més moderna). La inducció matemàtica és un cas especial, on es va d'allò particular a allò general i, no obstant això, s'obté una conclusió necessària.
- Una ploma i un elefant cauen amb la mateixa acceleració en el buit, per la qual cosa s'indueix o es generalitza que totes les masses cauen amb la mateixa acceleració en el buit.

Típicament, el raonament inductiu es contraposa al raonament deductiu, que va d'allò general a allò particular i les seves conclusions són necessàries.

## Pas 4: Avaluar les fonts d'informació
La majoria dels arguments fan referència a dades per a sostenir les seves conclusions. Però un argument és tan fort com ho són les fonts o dades a què es refereix. Si els fets que sostenen un argument són erronis, llavors l'argument serà també erroni. Un pensador crític haurà d'aproximar-se lògicament a l'avaluació de validesa de les dades. Al marge de les nostres pròpies i personals experiències, els fets són normalment rebuts a través de fonts d'informació com els testimonis visuals d'altres persones o persones que diuen ser experts. Aquestes fonts són citades típicament en els mitjans o publicades en llibres.
En una societat on l'entreteniment i la diversió s'han convertit en les finalitats a llarg termini, és sovint difícil trobar informació sense biaix o objectiva respecte a un tema. Per exemple, els mitjans de massa han trobat una forma d'expressió que es ven molt bé i és el ¿i si?, És a dir, s'atreveixen a aventurar situacions hipotètiques sense proves o cap mena de dada no amb la intenció de mostrar les dades realment probables sinó perquè aquesta situació seria de gran interès emocional (respecte a les seves necessitats humanes bàsiques) per al públic si bé per la commoció possible, per la traïdoria, entusiasme o gràcia que provoca. Per exemple. ¿I si el president va fer una cosa horrible?, ¿I si el secretari estava realitzant algun acte criminal?
És usual veure periodistes reputats publicant especulacions incendiàries com si es tractessin d'importants notícies o fets o polítics igualment manipulant i distorsionant segons els interessos del seu partit. Com un pot evitar les especulacions, distorsions, informes desorientats, exageracions en debats, discursos, televisió, ràdio, diaris, revistes i internet per dilucidar quina és realment la correcta? Fins i tot algunes editorials reputades semblen estar més interessades en la venda de llibres o diaris més que confirmar la veritat que publiquen. Així que com saber, de quina font d'informació fiar-se?
No només els mitjans de comunicació distorsionen i manipulen. En molts casos els polítics també manipulen, distorsionen i menteixen. En molts casos, en connivència amb alguns mitjans de comunicació (que en molts casos donen suport a un partit polític determinat).
No hi ha una resposta simple, un pensador crític hauria de cercar fonts d'informació que siguin creïbles, precises i sense biaix. Això dependrà de variables com qualitat o qualificacions de les fonts, integritat i reputació.
Per avaluar o taxar aquestes condicions, el pensador crític ha de buscar respostes en els següents tipus de pregunta:
1. Té la font d'informació a l'adequada capacitació, aptituds o nivells d'entesa sobre la matèria com per afirmar una conclusió?
2. Té la font d'informació reputació per exactitud i veracitat?
3. Té la font d'informació un motiu per ser inexacta o altament esbiaixada?
4. Hi ha alguna raó per qüestionar l'honestedat o integritat de la font?

Si alguna de les respostes és no per alguna de les dues primeres preguntes i Si per a les dues últimes, el pensador crític hauria de dubtar acceptar els arguments d'aquestes fonts per trobar una altra informació. Això pot requerir investigació addicional per buscar fonts d'informació fiables.
Les fonts d'informació normalment també citen enquestes i estadístiques, que són usades com a arguments que suporten les conclusions. És realment molt fàcil, extremadament fàcil, confondre a les persones amb els nombres. Ja que la correcta aplicació de l'estadística i dels nombres perquè serveixin als arguments s'escapa de la finalitat d'aquest article, és important que el pensador crític s'eduqui en els principis fonamentals de probabilitat i estadística. Un no necessita ser un professional en matemàtiques per entendre aquests principis. Alguns llibres excel·lents per a l'home del carrer són How to lie with statistics per Darrel Huff i Innumeracy: Mathematical illiteracy and its consequences per John Allen Paulos. Existeixen un poques formes de fer bé les mostres de població i moltes formes de fer malament les mostres de població, càlculs i informes, ja que moltes vegades s'oculten dades que especifiquen molt la població.

## Pas 5: Avaluar els arguments
L'últim pas per al raonament crític, és l'avaluació dels arguments, aquest és per si mateix un procés de tres passos per determinar si:
1. Les presumpcions, conjectures, supòsits o assumpcions estan garantides
2. El raonament dut a terme és rellevant i suficient
3. Hi ha informació que ha estat omesa

- Assumpcions: Les assumpcions o suposicions són essencialment raons implícites en un argument que són garantides com veritables. Usant l'argument anterior d'exemple, "No creguis en Pere perquè ell és un polític". La suposició implícita és que els polítics no poden ser creguts. El primer pas per avaluar els arguments és determinar si aquests són suposicions o conjectures i si aquestes assumpcions estan garantides o no. Una assumpció garantida o certificada és aquella que compleix:

1. És coneguda de ser veritable
2. És raonable acceptar sense requerir un altre argument que li doni suport

Una suposició o assumpció no està garantida si falla en el compliment de qualsevol dels dos criteris anteriors.
Pel que fa al primer criteri, pot ser necessari per al pensador crític que realitzi investigació independent per aclarir o verificar que és "coneguda com a veritable". Si el pensador crític, a pesar d'aquesta investigació, és incapaç de realitzar una decisió sobre la veritat, ell o ella no haurien arbitràriament assumir que la suposició està no garantida.
Pel que fa al segon criteri, un pensador crític normalment avalua el seny, judici o sentit comú d'una suposició en funció de tres factors:
* El propi coneixement i experiència del pensador crític
* La font d'informació per a l'assumpció
* El tipus d'afirmació que s'ha realitzat
Si un argument té una assumpcióno garantida, injustificada o sense base, i si aquesta assumpció és necessària per a validar la conclusió de l'argument, el pensador crític té un bon motiu per qüestionar la validesa de l'argument sencer. Molts dels obstacles per a l'enteniment que hi ha a les taules resum (taules 3 i 4) són la base per a moltes suposicions sense base.
- Raonament: El segon pas per avaluar els arguments és avaluar o taxar la rellevància i suficiència d'un raonament o proves per suportar la conclusió un argument. És útil pensar en la rellevància com una mesura de qualitat del raonament i la suficiència com una mesura de la quantitat de raonament duta a terme. Els bons arguments haurien de tenir ambdues, qualitat (ser rellevant) i quantitat (ser suficient).

És normalment més fàcil (encara que no sempre) extreure del raonament el que és rellevant que determinar si el raonament és suficient.
Així doncs, com es pot avaluar la suficiència del raonament d'una evidència que recolzi una conclusió?. El terme dubte raonable, és usat en els judicis i es pot considerar una bona línia directiva. Però de nou, com es pot determinar el dubte raonable? Malauradament, no hi ha una resposta senzilla, però hi ha diversos criteris.
1. És important mantenir una actitud de pensador crític del pas 1 i estar alerta dels obstacles i paranys del pensament crític del pas 2.
2. Preguntar així mateix el propòsit o les conseqüències que podria tenir un argument realitzat. Això normalment determinarà quantes proves o proves seran necessàries. Un mòbil o un motiu pot ajudar-nos a aclarir per on s'ha de buscar informació nova.
3. Estar alerta dels estàndards actuals d'evidència per a un subjecte. Per exemple, no es pot jutjar la suficiència d'una evidència per a una afirmació científica a menys que tu coneguis els mètodes i estàndards per a la verificació de semblants afirmacions científiques.
4. La suficiència d'una evidència hauria d'estar en proporció a la força amb la qual una conclusió ha estat afirmada. Això és, evidència que no és suficient per donar suport a una conclusió forta (exemple conclusió forta: Pere definitivament va comprar la pintura) pot ser suficient per donar suport a una conclusió feble (exemple:Pere, va poder haver comprat la pintura). En aquests exemples, si les proves es limiten a una fotografia d'en Pere a la botiga el mateix dia que la pintura va ser comprada, aquesta evidència no hauria de ser suficient per a provar una conclusió forta, però si ser suficient per a provar una conclusió feble.

Quan s'avaluen múltiples proves, tant els pros com els contres,a com es pot valorar el pes de l'evidència per determinar si un argument és convincent?. Una altra vegada, no hi ha una resposta ràpida. Per ser equitatius, a més fiable és la font del pas 4, major pes hauria de donar-se a l'evidència. Addicionalment per ser equitatius, a major pes que s'hagi donat a una evidència (que es contradiu amb una altra), també proporcionar o requerir major nombre de proves en termes de rellevància i suficiència per validar l'argument.
- Omissió: Un argument convincent és aquell que està complet, és a dir, en el qual està present totes les proves o raonaments rellevants i no només les proves que donin suport a l'argument en una determinada direcció. Arguments que ometen proves rellevants poden semblar més forts del que realment són. Aquest és el pas final per a l'avaluació dels arguments: tractar de determinar si proves o proves importants han estat omeses o eliminades. De vegades això passa sense intenció o descuit o ignorància, però amb massa freqüència és un acte intencionat.

Com és normalment improductiu o sense sentit reunir els arguments o debats i preguntar-los si han omès dades, el millor modus operandi del pensador crític és buscar arguments que s'oposin al tema en qüestió, amb la qual cosa l'esmentada cerca revelarà amb sort aquestes omissions. És molt estrany veure a una persona que activament busca punts de vista oposats i els tracta seriosament. És molt estrany perquè precisament és el que un pensador crític fa.

## Llista de comprovació per a un argument
Un cop entesos els cinc passos anteriors és un pensador crític, podria utilitzar addicionalment una llista ràpida per avaluar arguments importants. Aquestes preguntes s'haurien de respondre amb la política dels cinc passos.
1. Hi ha alguna ambigüitat, punt fosc o debilitat que bloqueja el meu enteniment o comprensió de l'argument?
2. ¿Potser l'argument en qüestió abraça o cau en alguna de les fal·làcies o trampes a l'enteniment de llista de prejudicis cognitius?
3. És el llenguatge usat excessivament emocional o manipulador?
4. He separat el raonament (proves) i assumpcions o fets rellevants de la informació irrellevants, situacions imaginàries presentades o hipòtesis, exemples imaginaris, o informació de fons no contrastada?
5. He determinat quines assumpcions estan garantides i quines no?
6. Puc llistar les raons o proves per a un argument i algun dels seus subarguments?
7. He valorat la veritat, rellevància, equitat, justícia, integritat, plenitud, significança i suficiència de les proves que recolzen la conclusió?
8. Necessito informació addicional per a realitzar un judici raonable sobre un argument perquè poden haver omissions o altres raons?

## El que el pensament crític no és
1. El pensament crític no és pensar de forma negativa o amb predisposició a trobar errors o defectes. És un procés o procediment neutre i sense biaix cognitiu per avaluar opinions i afirmacions tant pròpies com d'altres persones.
2. El pensament crític no tracta de fer les persones que pensin de la mateixa forma, ja que si bé, poden aplicar el mateix procediment aquests podrien diferir en les seves prioritats, principis i llista de valors que afecten el raonament. És a dir, molts podrien comptar informació o experiències noves que altres no compten, perquè aplicant el mateix principi, s'arribin a conclusions totalment diferents. Addicionalment, sempre hi haurà diferències en la percepció i les necessitats emocionals bàsiques que faran definitivament impossible que tots pensin de la mateixa manera, malgrat la ponderació objectiva que faci el raonament crític, ja que aquesta segueix tractant-se d'informació extra.
3. El pensament crític no tracta de canviar la pròpia personalitat, incrementa l'objectivitat conscient, però se segueixen sentint els prejudicis habituals.
4. El pensament crític no és una creença. El pensament crític pot avaluar la validesa de les creences, però no és una creença en si, és un procediment.
5. El pensament crític no reemplaça o minimitza els sentiments o emocions. Tanmateix, algunes decisions emocionals que són també decisions crítiques, com ara decidir casar-se o tenir fills, són observats des de múltiples punts de vista.
6. El pensament crític no afavoreix ni representa específicament a la Ciència. Els seus arguments poden ser usats per afavorir opinions contràries a les comunament acceptades pel marc científic, com en el cas del disseny intel·ligent.
7. Els arguments basats en el pensament crític no són necessàriament sempre els més persuasius. Amb gran freqüència els arguments més persuasius són aquells destinats a recórrer a les emocions més bàsiques com la por, plaer i necessitat més que als fets objectius. Per aquesta raó, és comú trobar en els arguments més persuasius de molts polítics, telepredicadores o venedors amb una intencionada manca d'objectivitat i raonament crític.